# John Latham (Jurist)

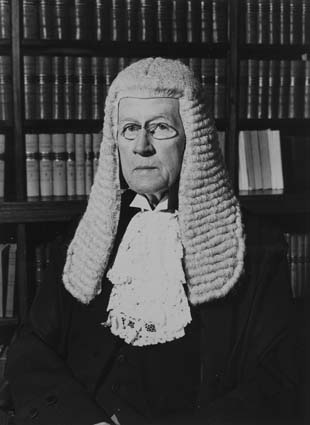
John Latham

Sir John Greig Latham KBE (* 26. August 1877 in Ascot Vale, Victoria; † 25. Juli 1964 in Melbourne) war ein australischer Politiker und unter anderem Außenminister des Landes.

## Frühes Leben
Latham wurde in Ascot Vale, einem Vorort von Melbourne geboren. Sein Vater war ein Prominenter der Stadt und bemühte sich sehr um den Tierschutz. John Latham bekam ein Stipendium am Scotch College und der Universität Melbourne, wo er unter anderem Jura und Philosophie studierte. Er erhielt den Supreme Court Judge's Prize. Im November 1902 wurde Latham der erste Sekretär der Boobook Society – eine Gruppe von Akademikern und Professionellen, die auch heute noch existiert.
Während des Ersten Weltkrieges war er Offizier in der Royal Australian Navy im Rang eines Lieutenant Commander. Für Australien nahm er an der Pariser Friedenskonferenz 1919 teil. Auch begann er den Premierminister Billy Hughes nicht zu mögen.

## Politische Karriere
Im Jahr 1904 wurde er in die Rechtsanwaltskammer von Victoria aufgenommen und wurde 1922 Kronanwalt. Im Jahr 1922 wurde Latham als Unabhängiger ins australische Repräsentantenhaus gewählt. Obwohl er von seiner politischen Ausrichtung der Nationalist Party von Billy Hughes nahestand, stand für ihn jedoch fest, dass er aufgrund seiner Erfahrung, die er mit ihm in Europa machte, nicht unter ihm dienen würde. Latham gewann den Sitz des Wahlbezirks Kooyong in Victoria. Unmittelbar nach Hughes’ Rücktritt entschloss er sich der Nationalist Party beizutreten. Von 1925 bis 1929 war er Generalanwalt des Commonwealth unter Stanley Bruce und Earle Page. Nachdem Bruce 1929 seinen Parlamentssitz verloren hatte, wurde Latham neuer Führer der Nationalist Party. Nachdem der spätere Premierminister Joseph Lyons zusammen mit einigen anderen Abgeordneten die Labor Party verlassen hatte, trat er zu dessen Gunsten von der Parteispitze zurück und überließ ihm den Posten als Oppositionsführer. Im Jahr 1931 wurde er wieder Generalanwalt. Dieses Mal für die United Australia Party in der Regierung Lyons’. Zur selben Zeit war er Außenminister und inoffiziell Vize-Premierminister. Diese Position konnte er bis 1934 halten bis zu seinem Rücktritt vom australischen Parlament.
Latham wurde am 11. Oktober 1935 zum Chefrichter am Obersten Gerichtshof Australiens bestimmt. Von 1940 bis 1941 nahm er eine Auszeit vom Gerichtshof und reiste nach Tokio, um dort als Australiens erster Minister in Japan zu dienen. Im April 1952 trat er vom High Court zurück.
Im Jahr 1964 starb er in Richmond, einem Vorort von Melbourne. Er war ein großer Unterstützer australischer Literatur. Latham hatte mit seiner Frau Ella drei Kinder, jedoch starben sowohl seine Frau als auch zwei seiner Kinder vor ihm. Er ist Namensgeber für den Latham Peak, einen Berg im ostantarktischen Enderbyland.
Der Labor-Parteiführer während der Wahlen 2004, Mark Latham, hat keine verwandtschaftliche Beziehung zu ihm.